# 杰瑞米·波普
杰瑞米·波普（英語：Jeremy Pope，1992年7月9日—）是一位美国演员和歌手。波普是東尼奖历史上第六位在同一年获得两项不同表演提名的人，当时他凭借在《Choir Boy》中饰演Pharus Jonathan Young而获得東尼獎最佳話劇男主角提名，以及他因音樂劇《Ain't Too Proud》中饰演Eddie Kendricks，而獲得東尼獎最佳音樂劇男配角提名，該音樂劇也为他取得了第62届格莱美奖最佳音乐剧专辑提名。 
2020年，波普主演了Netflix迷你剧《好莱坞》，该剧为他提名了第72届黄金时段艾美奖限定剧集或选集剧集或电影中最佳男主角。 2023年因在电影《檢閱日》的表演獲得金球奖提名。

## 外部連結
- 杰瑞米·波普在互联网电影资料库（IMDb）上的資料（英文）
- 互聯網百老匯資料庫（IBDB）上杰瑞米·波普的資料（英文）
- 互联网外百老汇数据库（IOBDB）上杰瑞米·波普的資料（英文）